# Saffron Burrows
Saffron Dominique Burrows (Londres, 21 d'octubre del 1972) és una actriu i model anglesa, nacionalitzada estatunidenca el 2009. Ha aparegut en pel·lícules com En el nom del pare (1993), Cercle d'amics (1995), Cap d'esquadró (1999), Deep Blue Sea (1999), Enigma (2001), Frida (2002), Troia (2004), En algun racó de la memòria  (2007) i The Bank Job (2008). És membre de la Royal Society of the Arts.

## Biografia
Saffron Burrows va néixer en el si d'una família polititzada: els seus pares són socialistes. El seu pare és arquitecte i professor i la seva mare mestra i feminista. Amb quinze anys s'adona dels seus recursos per esdevenir model, i en comença la carrera.
És obertament bisexual, i ha afirmat que "prefereix la companyia de dones". Va estar prèviament compromesa amb l'actor Alan Cumming a la dècada del 1990, i també va tenir una relació sentimental de cinc anys amb el director Mike Figgis fins al 2002 i una altra amb l'actriu Fiona Shaw del 2002 al 2005. Després de sis anys de relació, l'agost de 2013 es va casar amb l'escriptora i guionista Alison Balian, amb qui té un fill (nascut el 2012) i una filla (nascuda el 2017).

## Carrera
Saffron debutà com a actriu a la pel·lícula In the Name of the Father (1993). El seu primer paper important fou a la pel·lícula Cercle d'amics (1995), en què va compartir cartellera amb Chris O'Donnell i Minnie Driver. Va aparèixer també a Hotel de Love. El 1999 treballa al film de ciència-ficció Wing Commander, el thriller Deep Blue Sea i The Loss of Sexual Innocence.
El 2001 té un paper a Enigma i Tempted amb Burt Reynolds, Peter Facinelli i Michael Arata. El 2004 fa el paper d'Andròmaca a la reeixida Troia. El gener del 2005 interpreta el paper de Janey a l'obra Earthly Paradise al Teatre Almeida i el 30 d'octubre del mateix any al Teatre Old Vic de Londres en l'obra Night Sky, que dura vint-i-quatre hores, amb Christopher Eccleston, Bruno Langley, David Warner, Navin Chowdhry i David Baddiel.
Ha escrit diaris, crítiques de llibres i articles per a diaris i revistes com The Guardian, The Independent, i The Times, i New Statesman.

## Filmografia principal
| - 1993: En el nom del pare (In the Name of the Father) - 1995: Cercle d'amics (Circle of Friends) - 1996: Cold Lazarus (minisèrie) - 1996: Lovelife - 1997: One Night Stand - 1999: The Loss of Sexual Innocence - 1999: Cap d'esquadró (Wing Commander) - 1999: Deep Blue Sea - 1999: Miss Julie - 2000: Timecode - 2000: Gangster No. 1 - 2001: Enigma - 2002: Frida - 2003: Peter Pan: La gran aventura (Peter Pan) (veu) - 2006: Troia - 2006: Klimt | - 2006: Perfect Creature - 2006: Fay Grim - 2007: En algun racó de la memòria (Reign Over Me) - 2007: Dangerous Parking - 2007-2008: Boston Legal (sèrie de televisió) - 2008: The Guitar - 2008: My Own Worst Enemy (sèrie de televisió) - 2008: The Bank Job - 2009: Shrink - 2010: Law & Order: Criminal Intent (sèrie de televisió) - 2012: Small Apartments - 2012: Knife Fight - 2013-2014: Agents of S.H.I.E.L.D. (sèrie de televisió) - 2014-2018: Mozart in the Jungle (sèrie de televisió) - 2015: Quitters - 2019: You (sèrie de televisió) |